# Canoagem nos Jogos Sul-Americanos de 2022
As competições de canoagem dos Jogos Sul-Americanos de 2022 em Assunção, no Paraguai,  aconteceram entre os dias 11 e 14 de outubro de 2022 na Bahía de Asunción - Club Mbiguá e Canal de Piracema.

## Calendário
O calendário da competição foi o seguinte:
| P | Preliminares | F | Final |

| DataEvento        | Qua 12 | Qui 13 | Sex 14 |
| ----------------- | ------ | ------ | ------ |
| C-1 masculino     |        | P      | F      |
| K-1 masculino     |        | P      | F      |
| Extremo masculino | F      |        |        |
| C-1 feminino      |        | P      | F      |
| K-1 feminino      |        | P      | F      |
| Extreme feminino  | F      |        |        |

| DataEvento           | Ter 11 | Qua 12 | Qui 13 |
| -------------------- | ------ | ------ | ------ |
| C-1 1000 m masculino | F      |        |        |
| C-2 500 m masculino  |        | F      |        |
| K-1 200 m masculino  |        |        | F      |
| K-1 1000 m masculino | F      |        |        |
| K-2 500 m masculino  |        | F      |        |
| K-4 500 m masculino  |        | F      |        |
| C-1 200 m feminino   |        |        | F      |
| C-2 500 m feminino   |        | F      |        |
| K-1 200 m feminino   |        |        | F      |
| K-1 500 m feminino   |        | F      |        |
| K-2 500 m feminino   |        | F      |        |
| K-4 500 m feminino   |        | F      |        |

## Resumo de medalhas

### Quadro de medalhas
*   país anfitrião (PAR Paraguai)
| Pos.               | País               | Ouro | Prata | Bronze | Total |
| ------------------ | ------------------ | ---- | ----- | ------ | ----- |
| 1                  | ARG Argentina      | 8    | 1     | 2      | 11    |
| 2                  | COL Colômbia       | 2    | 4     | 1      | 7     |
| 3                  | BRA Brasil         | 2    | 2     | 4      | 8     |
| 4                  | CHI Chile          | 2    | 1     | 2      | 5     |
| 5                  | URU Uruguai        | 0    | 3     | 0      | 3     |
| 6                  | VEN Venezuela      | 0    | 2     | 4      | 6     |
| 7                  | ECU Equador        | 0    | 1     | 1      | 2     |
| Total (7 entradas) | Total (7 entradas) | 14   | 14    | 14     | 42    |

### Medalhistas

#### Slalom
Masculino
| Evento  | Ouro                      | Prata                          | Bronze                     |
| ------- | ------------------------- | ------------------------------ | -------------------------- |
| C-1     |                           |                                |                            |
| K-1     |                           |                                |                            |
| Extremo | Pepe Gonçalves BRA Brasil | Matías Contreras ARG Argentina | Alexis Pérez VEN Venezuela |

Feminino
| Evento  | Ouro                  | Prata                       | Bronze                       |
| ------- | --------------------- | --------------------------- | ---------------------------- |
| C-1     |                       |                             |                              |
| K-1     |                       |                             |                              |
| Extremo | Ana Sátila BRA Brasil | Florencia Aguirre CHI Chile | Nadia Riquelme ARG Argentina |

#### Velocidade
Masculino
| Evento          | Ouro                                                                                | Ouro    | Prata                                                              | Prata   | Bronze                                                               | Bronze  |
| --------------- | ----------------------------------------------------------------------------------- | ------- | ------------------------------------------------------------------ | ------- | -------------------------------------------------------------------- | ------- |
| C-1 1000 metros | Alejandro Rodríguez COL Colômbia                                                    | 4:11.37 | Edwar Paredes VEN Venezuela                                        | 4:24.04 | Isaquias Queiroz BRA Brasil                                          | 4:29.02 |
| C-2 500 metros  | Alejandro Rodríguez Daniel Pacheco COL Colômbia                                     | 1:43.89 | Edwar Paredes Luis Guerra VEN Venezuela                            | 1:45.81 | Erlon Silva Filipe Vieira BRA Brasil                                 | 1:46.07 |
| K-1 200 metros  | Gonzalo Lo Moro ARG Argentina                                                       | 34.96   | Edson Silva BRA Brasil                                             | 35.88   | Daniel Roman VEN Venezuela                                           | 36.21   |
| K-1 1000 metros | Agustín Vernice ARG Argentina                                                       | 3:51.29 | Matias Otero URU Uruguai                                           | 3:54.83 | Vagner Souta BRA Brasil                                              | 3:58.55 |
| K-2 500 metros  | Gonzalo Carreras Gonzalo Lo Moro ARG Argentina                                      | 1:31.52 | Erick Cabrera Matias Otero URU Uruguai                             | 1:33.09 | Edson Silva Vagner Souta BRA Brasil                                  | 1:34.02 |
| K-4 500 metros  | Agustín Rodríguez Agustín Vernice Juan Ignacio Cáceres Manuel Lascano ARG Argentina | 1:31.52 | Erick Cabrera Luís Melo Matias Otero Sebastian Delgado URU Uruguai | 1:33.09 | Cristian Canache Daniel Roman Rafael Cardoza Ray Acuña VEN Venezuela | 1:34.02 |

Feminino
| Evento         | Ouro                                                                          | Ouro    | Prata                                                              | Prata   | Bronze                                                                       | Bronze  |
| -------------- | ----------------------------------------------------------------------------- | ------- | ------------------------------------------------------------------ | ------- | ---------------------------------------------------------------------------- | ------- |
| C-1 200 metros | María Mailliard CHI Chile                                                     | 46.32   | Manuela Gómez COL Colômbia                                         | 48.46   | Martina Vela ARG Argentina                                                   | 49.10   |
| C-2 500 metros | Karen Roco María Mailliard CHI Chile                                          | 1:56.76 | Manuela Gómez Yurely Marin COL Colômbia                            | 2:04.02 | Anggie Avegno Neida Angulo ECU Equador                                       | 2:08.54 |
| K-1 200 metros | Brenda Rojas ARG Argentina                                                    | 41.03   | Stefanie Perdomo ECU Equador                                       | 42.17   | Yocelin Canache VEN Venezuela                                                | 42.19   |
| K-1 500 metros | Brenda Rojas ARG Argentina                                                    | 1:56.33 | Ana Paula Vergutz BRA Brasil                                       | 1:58.90 | Monica Hincapie COL Colômbia                                                 | 2:01.53 |
| K-2 500 metros | Brenda Rojas Magdalena Garro ARG Argentina                                    | 1:47.41 | Diexe Molina Yerly Muñoz COL Colômbia                              | 1:49.12 | Daniela Castillo Jeanarett Valenzuela CHI Chile                              | 1:51.19 |
| K-4 500 metros | Candelaria Sequeira Lucia Aziz Paulina Contini Sabrina Ameghino ARG Argentina | 1:38.11 | Diexe Molina Karen Molina Monica Hincapie Yerly Muñoz COL Colômbia | 1:39.61 | Daniela Castillo Goviana Reyes Jeanarett Valenzuela Ysumy Orellana CHI Chile | 1:40.08 |

## Participação
Dez nações participaram das provas de canoagem dos Jogos Sul-Americanos de 2022.]
- ARG Argentina
- BOL Bolívia
- BRA Brasil
- CHI Chile
- COL Colômbia
- ECU Equador
- PAR Paraguai
- PER Peru
- URU Uruguai
- VEN Venezuela